# Thor amboinensis
El camarón de anémonas o gamba de anémonas (Thor amboinensis) es una especie de camarón omnívoro, de la familia Hippolytidae, orden Decapoda. 
Mantiene relación simbiótica con varias especies de anémonas, encontrando refugio de predadores entre sus tentáculos urticantes y manteniéndolas libres de parásitos y detritus, que pueden ocasionarles infecciones.
Su nombre común en inglés es Squat shrimp, gamba "okupa", debido a su costumbre de habitar anémonas, o Sexy shrimp, gamba sexy, debido al balanceo de su vientre mientras camina.

## Morfología
Su cuerpo es de color cobre o verdoso, moteado por manchas blancas que están bordeadas con finas líneas azules. Caparazón sin diente supraorbital. Telson con diente poco visible en margen posterior, con 3 o 4 pares de espinas dorsolaterales y 4 pares de espinas posteriores.
El abdomen y la cola están típicamente arqueados hacia arriba, por encima de su cabeza.
Tamaño: Hasta 2 cm, en el caso de las hembras; los machos no superan los 1,3 cm.
Longevidad: 3 años.

## Alimentación
Omnívoro, se alimenta del mucus que recubre los tentáculos de la anémona que habita, limpiándola también de restos orgánicos y detritos. Suele desparasitar a gambas mantis. También come peces pequeños, almejas y copépodos.
Conviene alimentarlo de forma periódica con alimento congelado e incluso seco ya que se adapta muy bien a la cautividad. Hay que forzar su alimentación porque de lo contrario puede amputar algún tentáculo de la anémona o coral con el que convive.

## Reproducción
La hembra incuba los huevos fertilizados hasta que están listos para soltarlos a la columna de agua. Las larvas son muy vulnerables, de lento crecimiento y pasan varias etapas antes de padecer la metamosfosis que les convertirá en gambas. En su fase larvaria, responden a señales químicas y visuales para establecerse cerca de anémonas, que posteriormente serán sus socias simbiontes. 

## Hábitat y comportamiento
Bentónico. Arrecifes de coral y rocosos, costas rocosas. Ocurre en fondos de arena y escombro. También en fanerógamas. 
Casi siempre en aguas soleadas y con pocas corrientes.
Suele habitar en relación mutualista con diversas especies de anémonas, como Condylactis gigantea, Stichodactyla helianthus, Stichodactyla haddoni o Actinoporus elegans. También con corales como Physogyra lichtensteini y Plerogyra sinuosa, o en los tubos de Cerianthus.
Profundidad: De 0 a 30 m. Suele habitar en parejas o grupos mixtos de hasta 18 individuos.  

## Distribución geográfica
Se encuentra ampliamente distribuido en el Indo-Pacífico tropical. Desde Kenia y Madagascar hasta el Pacífico central, incluyendo el mar Rojo y el mar de Arabia, India, Indonesia, Japón, Filipinas, Australia, Nueva Caledonia e islas Carolinas. También en el océano Atlántico oriental, en Canarias, Madeira a Cabo Verde, y en el Atlántico occidental en Brasil, Estados Unidos (cayos de Florida), Bermudas y Yucatán a Tobago.

## Galería

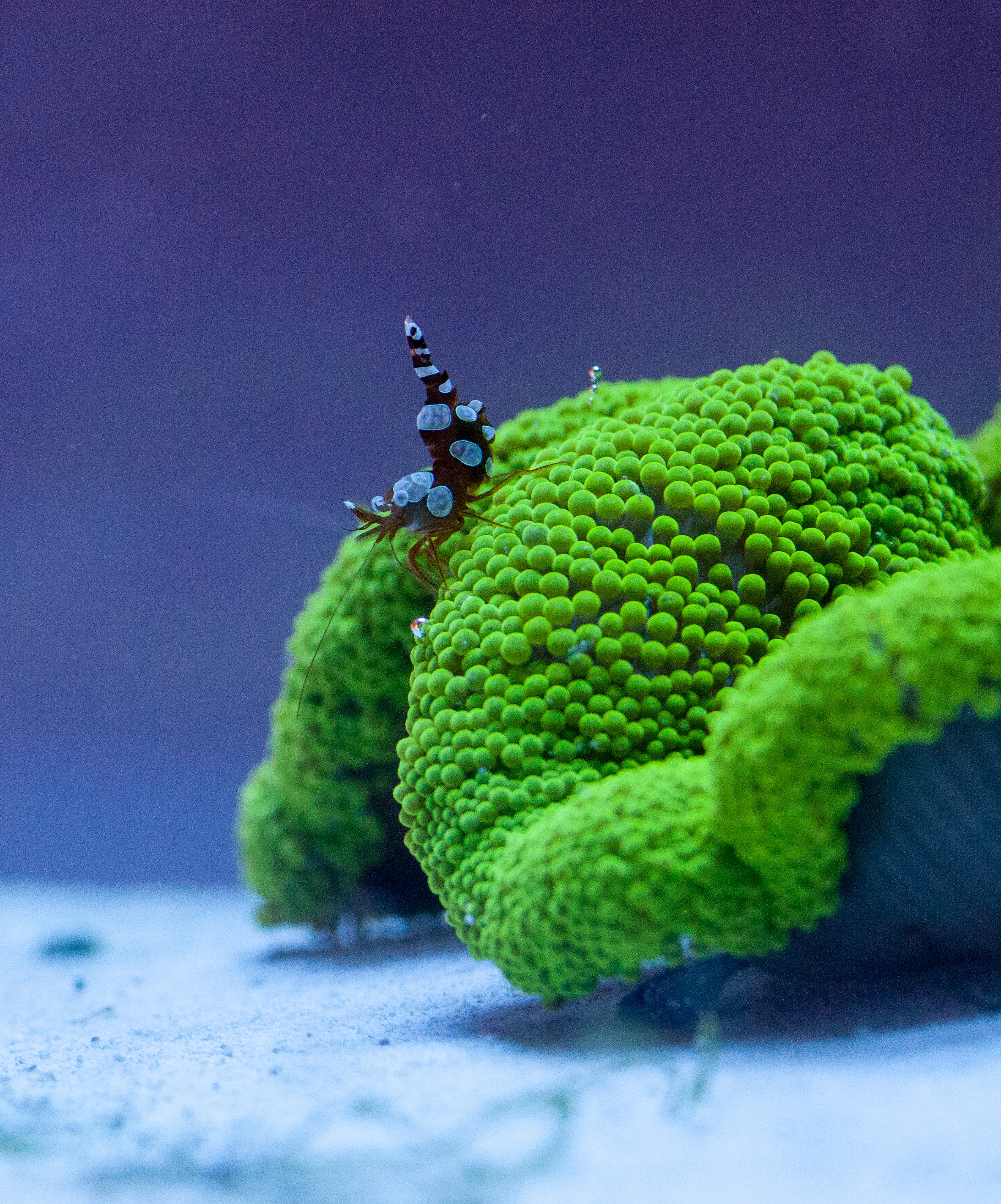
Thor amboinensis en Stichodactyla haddoni
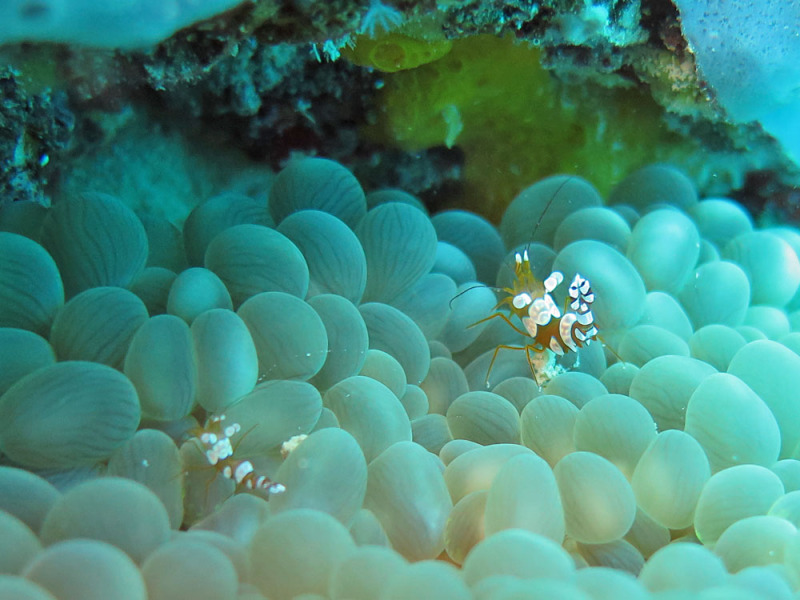
Pareja de T. amboinensis en Physogyra lichtensteini
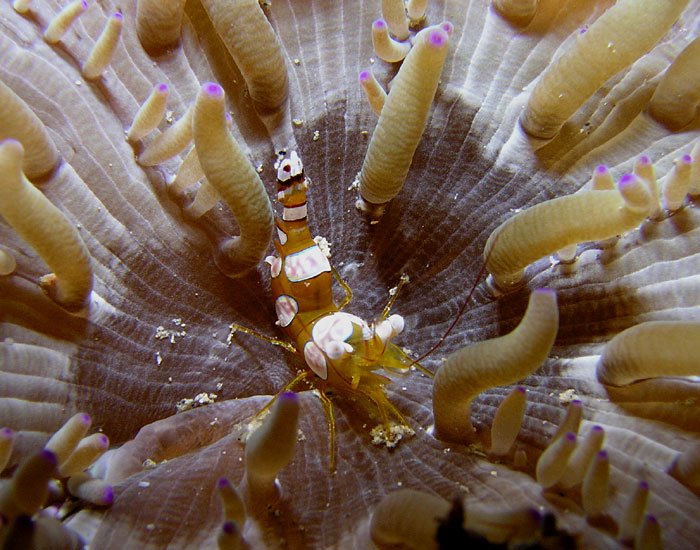
T. amboinensis sobre anémona Condylactis gigantea, en Timor Este
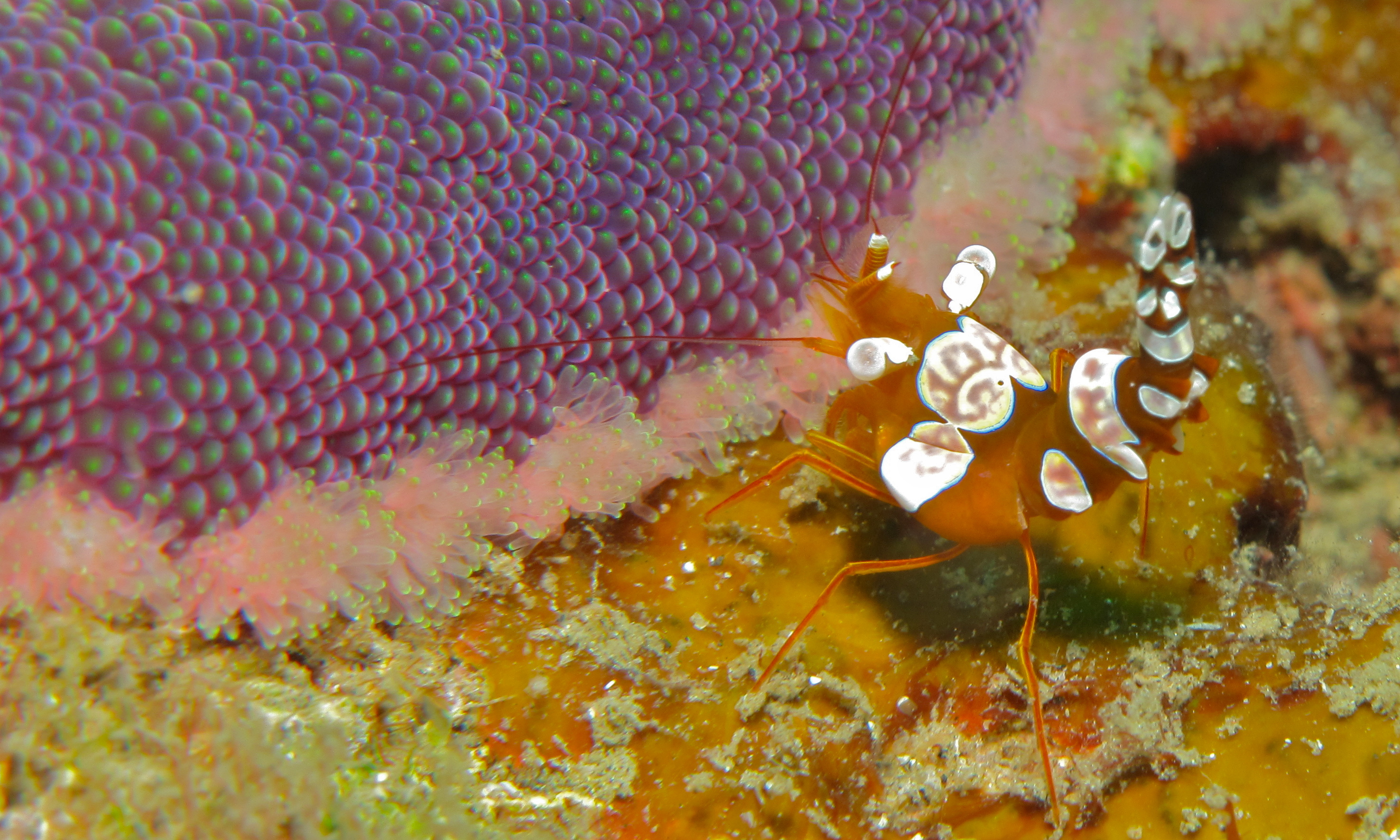
T. amboinensis junto a anémona, en Sulawesi
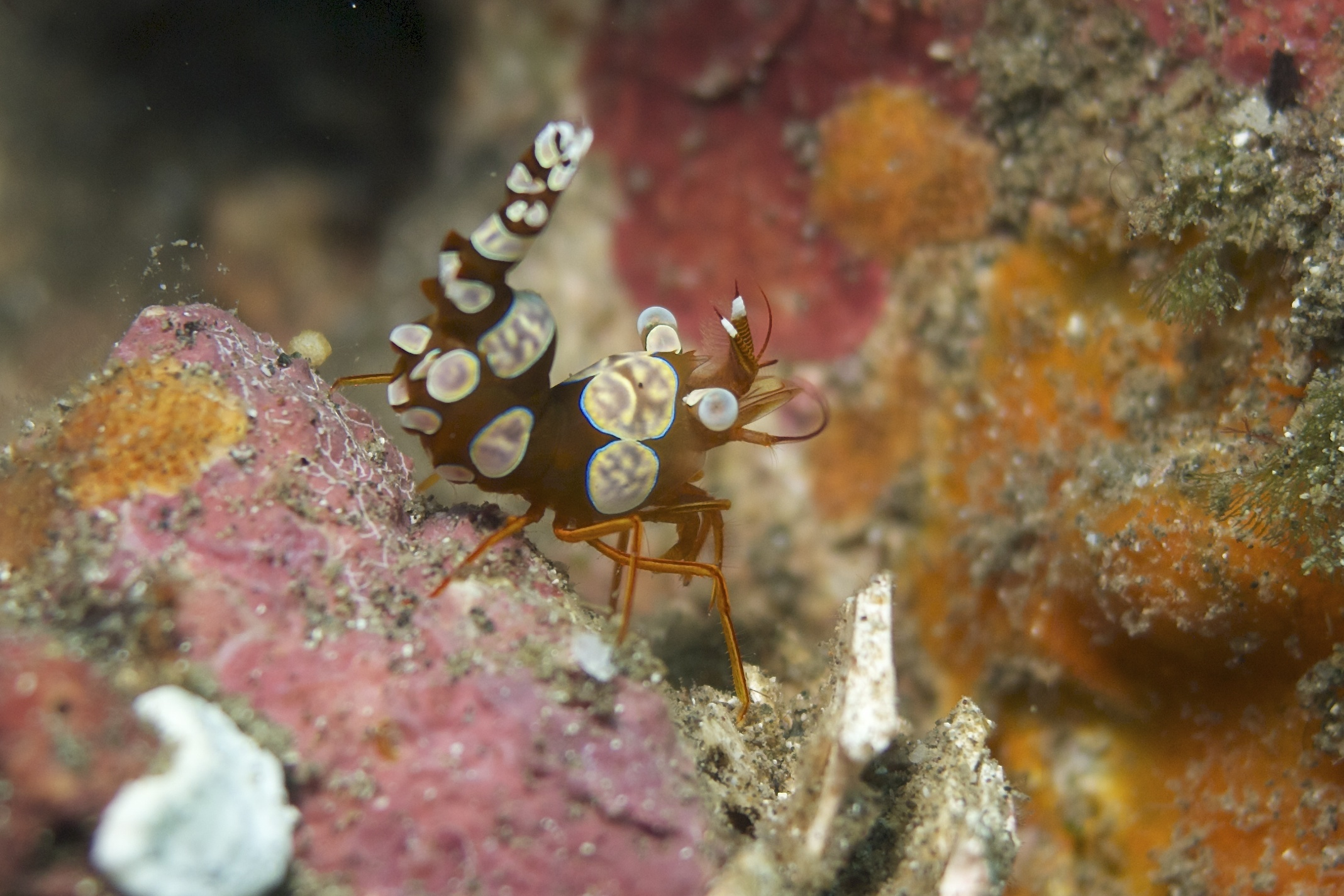
En Sorong, Indonesia
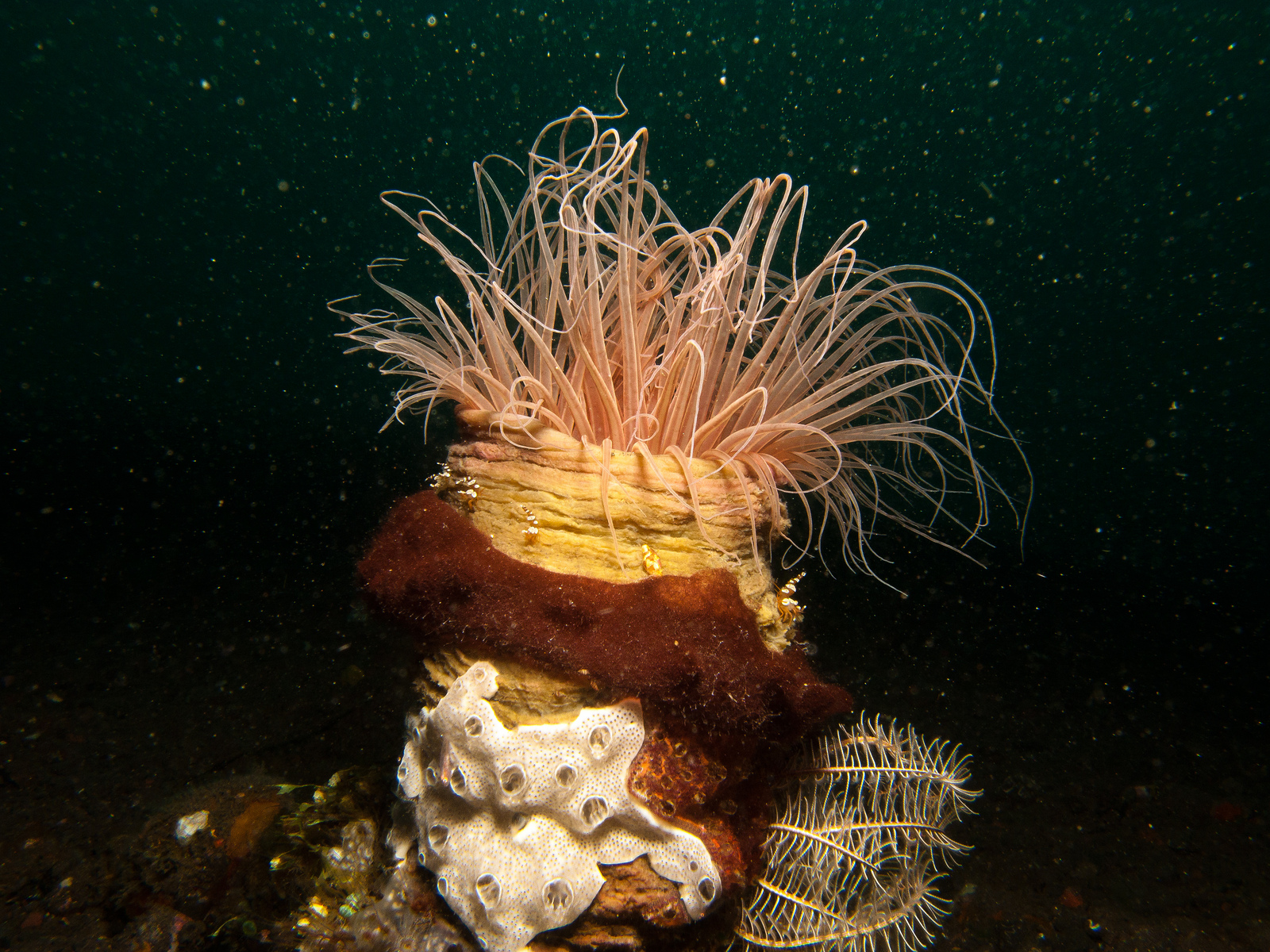
Cerianthus con T. amboinensis
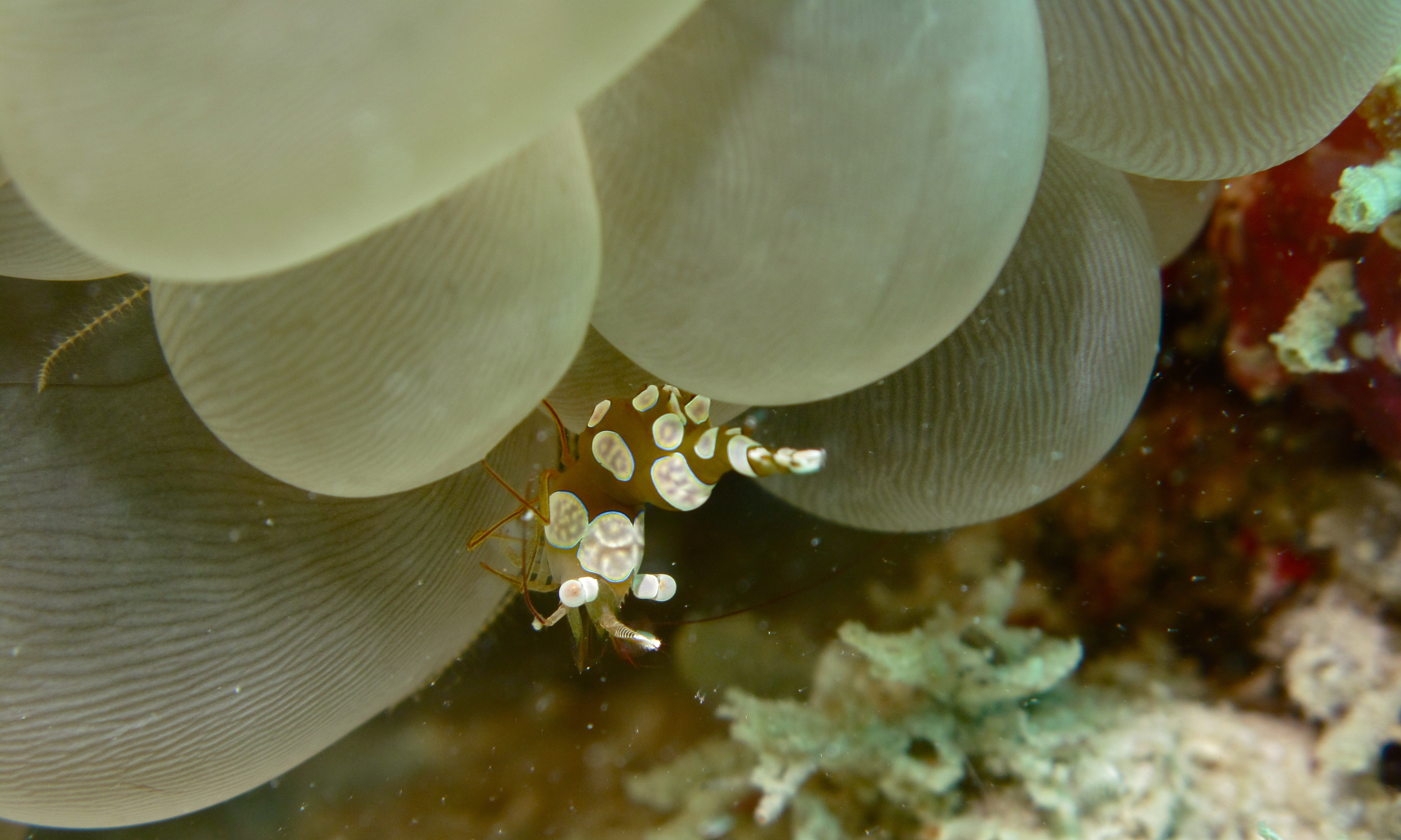
T. amboinensis en Plerogyra sinuosa

## Mantenimiento
Es una especie fácil de mantener. Se debe cuidar la aclimatación al nuevo ecosistema, realizándola durante, al menos, una hora y mediante el sistema de goteo. Es muy sensible a los cambios de densidad salina y pH. No tolera los medicamentos que contengan cobre o los niveles altos de nitratos en el acuario, además necesita parámetros perfectos de calcio y yodo para conseguir un caparazón fuerte y un óptimo crecimiento.
Se puede mantener en grupo, pues son muy sociables con sus congéneres.
Acepta toda clase de alimentos, tanto mysis y artemia, como disecado, macroalgas, etc.
Es fundamental controlar los niveles de Calcio (Ca) y dureza de carbonatos (Kh) de ellos depende que pueda efectuar la muda y no quede ahogado en el intento de deshacerse del viejo exoesqueleto. Este pequeño camarón comensal que vive en simbiosis con anémonas tolera una densidad entre 1021 y 1024 de salinidad y temperaturas de entre 24 y 27º